# Mordellistena bipunctivertex
Mordellistena bipunctivertex es una especie de coleóptero de la familia Mordellidae.

## Distribución geográfica
Habita en Papúa Nueva Guinea.